# 9 1/2 Weeks: An Erotic XXX Parody
9 1/2 Weeks: An Erotic XXX Parody ist eine amerikanische Porno-Parodie auf den Hollywood-Film 9½ Wochen. Regie führte David Lord, die Produktion übernahm das Studio Adam & Eve.

## Handlung
Ein reicher Geschäftsmann verführt eine Angestellte einer Kunstgalerie. Er erweckt damit in ihr fantasievolle erotische Wünsche, von denen sie bisher nichts ahnte. Bald gehen die spielerischen und abenteuerlichen Sexspiele in eine dunkle und gefährliche Leidenschaft über.
- Szene 1 (Blind Date): Summer Brielle und James Deen
- Szene 2 (The X Boyfriend): Capri Cavanni und Tyler Nixon
- Szene 3 (The Strip Club): Sarah Jessie und David Lord
- Szene 4 (The Shoot): Courtney Taylor und Seth Gamble befinden sich an einem Pornoset. Summer und James geben ihnen Anweisungen.
- Szene 5 (The Callgirl): Die letzte Szene des Films ist ein Zusammenschnitt zweier Sexszenen zwischen Nikki Delano und James Deen sowie Summer Brielle Taylor. Eva Karera und Tommy Gunn.

## Hintergrund
Der Comedy-Aspekt, der bei Pornoparodien normalerweise im Vordergrund steht, findet sich hier nicht. Vielmehr handelt es sich im Wesentlichen um eine Nacherzählung des Originalfilms, wobei Summer Brielle die Rolle von Kim Basinger und James Deen die von Mickey Rourke übernahm. Beide erinnern jedoch nur wenig an die Originalschauspieler. Dabei werden sowohl Handlung als auch einzelne Szenen des Originals nachgestellt, wobei die erotischen Szenen des Films durch Hardcore-Sexszenen ersetzt wurden.
Der Film wurde sowohl als DVD als auch als Streaming-Film exklusiv auf Adam & Eve TV veröffentlicht, wobei die DVD eine längere Director’s-Cut-Fassung der letzten Szene sowie eine Bonusszene beinhaltet.

## Rezeption
Auf der Pornowebsite XBIZ.com wurde der Film von Jack Browning als Porno für Paare beschrieben. Er lobte auch die schauspielerischen Qualitäten von Hauptdarstellerin Summer Brielle. Ihn störte die Verwendung von Kondomen sowie einige unechte Brüste der Darstellerinnen. Außerdem hielt er das Zusammenschneiden der beiden Sexszenen am Ende für einen Fehler.
Auf Xcritic lobte der Rezensent ebenfalls Summer Brielles schauspielerische Leistung, aber auch James Deen, der sowohl bei den Sexszenen als auch im Plot einen überzeugenden Rourke abgab. Insgesamt bezeichnete er den Film als empfehlenswert.

## Auszeichnungen
Der Film wurde bei den XBIZ Awards 2015 in sieben Kategorien nominiert:
- Nominee: Best Actor – Parody Release, James Deen
- Nominee: Best Actress – Parody Release, Summer Brielle Taylor
- Nominee: Parody Release of the Year: Drama
- Nominee: Best Non-Sex Acting Performance, James Bartholet
- Nominee: Director of the Year – Parody, David Lord
- Nominee: Best Supporting Actress, Nikki Delano
- Nominee: Best Scene – Parody Release, James Deen, Summer Brielle Taylor

- Der Film wurde bei den AVN Awards[4] sowie bei den XRCO Awards als „Best Parody“ nominiert.[5]